# 帯金ゆかり
帯金 ゆかり（おびかね ゆかり、1982年6月2日 - ）は、日本の女優、演技講師。オフィスのいり所属。山梨県出身。やまなし大使。

## 略歴
1982年6月2日、山梨県に生まれる。身長163cm、血液型B型。特技は筆文字、イラスト、一輪車、水泳、ピアノ、ドラム、リコーダー。
法政大学文学部日本文学科を卒業。在学中の2003年11月、早稲田大学演劇研究会を母体として劇団「北京蝶々」を旗揚げし、創立メンバーの一人として活動を開始。卒業後は女優として舞台を中心に活動。
2023年、やまなし大使に就任。

## 出演

### 舞台
- 『ケータイ電話ハ繋ガリャ良イ！』（2002年 - チャリＴ企画）帯金役
- 『最初の人と次の人』（2003年10月 - 北京蝶々）花子役
- 『壁と障子はスパイの目と耳』（2004年2月 - 北京蝶々）
- 『Othello』（2004年6月 - 北京蝶々）
- 『酸素』（2004年10月 - 北京蝶々）
- 『空気』（2004年11月 - 北京蝶々）第11回BeSeTo演劇祭参加作品
- 『心無いラクガキ』（2005年5月 - 北京蝶々）
- 『ラバトリアル』（2005年 - 双数姉妹）マサメ役
- 『入れ替わるためのまちがい探し』（2005年10月 - 北京蝶々）
- 『フラワーズ』（2006年3月 - 北京蝶々）番外公演
- 『コトバのサクラ』（2006年5月 - 北京蝶々）
- 『タバコの煙とコーヒーの湯気』（2006年 - ペテカン）サキ役
- 『物々交換』（2006年11月 - 北京蝶々）
- 『ドラマ進化論』（2007年4月 - 北京蝶々）β版
- 『ドラマ進化論』（2007年5月 - 北京蝶々）
- 『彼のことを知る旅に出る』（2007年 - ペテカン）ルミ役
- 『コントローラー』（2007年11月 - 北京蝶々）
- 『２Ｐコントローラー』（2007年12月 - 北京蝶々）
- 『あなたの部品』（2008年3月 - 北京蝶々）
- 『あなたの部品 ファイナル』（2008年4月 - 北京蝶々）
- 『ニッポニア・ファンタジア』（2008年 - バジリコFバジオ）バビル役
- 『デーモンズ ～マルチリンガルドラマプロジェクト～』（2008年10月 - 北京蝶々）
- 『日本語がなくなる日』（2008年12月 - 北京蝶々）
- 『愛のルーシー』（2009年5月 - 北京蝶々）
- 『ピアノピア』（2009年 - インパラプレパラート）ゆかり役
- 『呪われたバブルの塔 ビフォーサイド・アフターサイド』（2009年10月 - 北京蝶々）
- 『アンゲーテッドコミュニティ』（2010年5月 - 北京蝶々）
- 『椿版 天保１２年のシェイクスピア』（2010年 - 椿組）浮舟太夫役
- 『あなたの部品 リライト』（2010年12月 - 北京蝶々）
- 『花札伝奇』（2011年 - 流山児★事務所レパートリーシアター）
- 『タッパー！男の器』（2011年 - 動物電気）たかこ役
- 『パラリンピックレコード』（2011年4月 - 北京蝶々）
- 『４×１５』（2011年10月 - 北京蝶々）番外公演
- 『少し静かに』（2013年 - ブルドッキングヘッドロック）五和役
- 『どっきり！成人式 ～オレもお前も～』（2013年6月 - 動物電気）
- 『やみらみっちゃ』（2014年 - 熱帯）お勢役
- 『ふっくら！人間関係』（2015年6月 - 動物電気）
- 『神様の言うとおり2～夏の夜の夢の超特急～』（2015年7月29日 - 8月2日 - NICE STALKER）シアター風姿花伝
- 『箱入り彼女展示会』（2016年7月8日 - 10日 - NICE STALKER）東京芸術劇場アトリエイースト
- 『リタの教育』（2016年 - ジアス）リタ役 ※20周年記念公演
- 『量子的な彼女』（2016年11月19日 - 23日 - NICE STALKER）王子小劇場
- 『1999の恋人』（2017年5月4日 - 8日 - NICE STALKER）帯金役、下北沢駅前劇場
- 『タイム！魔法の言葉』（2017年6月 - 動物電気）
- 『短編演劇見本市』（2017年12月27日 - 31日 - NICE STALKER）木星劇場
- 『ロリコンのすべて』（2018年8月15日 - 19日 - NICE STALKER）帯金役、下北沢 ザ・スズナリ
- 『スプリング、ハズ、カム THE STAGE』（2018年 - ペテカン）林かほり役
- 『本物高校生vs偽物高校生』（2019年1月12日 - 14日 - NICE STALKER）新宿眼科画廊スペース地下
- 『ブランデー！恋を語ろう』（2019年6月 - 動物電気）
- 『うつつ』（2019年 - 〜小松政夫の大生前葬〜）ゆかり役
- 『暴力先輩』（2019年9月11日 - 16日 - NICE STALKER）下北沢ザ・スズナリ
- 『民謡と和太鼓のマリネ Vol.3 〜猫とネズミ編〜』（2020年）ナビゲーター役
- 『You can fly!～明日を信じて～』（2021年）千春役
- 『肉のマサオカ ~商売繁盛記~』（2021年6月 - 動物電気）
- 『ピアニッシモ』（2022年 - ペテカン）あかり役
- 『花音と琴葉』（2022年 - You can fly!Project）ルネ役（作演出）
- 『明治座9月純烈公演』（2023年 - 純烈）バーバラ役
- 『ハッピーターン』（2024年 - 劇団チリ）[4]
- 『つきかげ』（2024年 - 劇団チョコレートケーキ）[5]
- 『パラレルワールドでも恋におちて』（2025年 - ザ・プレイボーイズ）[6]

注記：
- 2003年から2012年まで、北京蝶々の全ての作品にメインキャストとして参加。
- 2011年以降、動物電気の全ての作品に参加。

### テレビ
- 土曜時代劇『オトコマエ!2』（NHKテレビ）
- 土曜ワイド劇場『再捜査刑事・片岡悠介2』（テレビ朝日）
- 『家政婦は見た!』（テレビ朝日）
- 『女神ビジュアル』（NHKテレビ）
- 『総合診療医ドクターG』（NHKテレビ）
- 『Answer〜警視庁検証捜査官』第3話（2012年、テレビ朝日）- 萩本真紀 役

### 映画
- 『パン屋の息子』

### CM
- アイダ設計 奥さん役
- キッコーマン うちのごはん できたてMyDeli「OL感動篇」OL役
- モンスターズ・ユニバーシティー カップル役

### ラジオ
- レインボーFM「Friday Hit☆Magic 〜帯金ゆかりのドラマチック恋愛相談cafe〜」（レギュラー）

### WEB
- 「ホワットのこんなお仕事あったんだチャンネル」レギュラー
- 短編映像「籐京ラブストーリー」彼女役
- さわるな！キケン！演劇部シリーズ 大金ゆかり役
- 3人の帯金ゆかり（作演出）

## その他の活動

### 執筆活動
- 雑誌「えんぶ」にて「帯金ゆかりの世相を縫う」連載中[7]

### 教育活動
- 2016年 - 山梨県内の高校演劇部9校にて演技ワークショップを開催[8]
- 2022年 - ＡＣＴ芸能進学校にて演技講師を務める[9]
- 2022年 - 高井戸東小学校にて演技講師を務める
- 2023年 - 山梨県甲府市にて特別演技講師を務める

### 受賞歴
- 佐藤佐吉演劇祭 優秀主演女優賞